# حربون
الحَرْبُون هو سلاح يتكون من رمح يتم تزويد رأسه بحَرْبَات أو خُطَّافات أو كُلَّابات (أشواك). تعمل هذه الخطافات إلى منع الحربون من الانسلال من الفريسة بمجرد ضربها. يستخدم الحربون عمومًا للصيد البحري، سواء الأسماك أو للثدييات البحرية الكبيرة مثل الحوت، ويمكن استخدامه للصيد.

## التاريخ

### عصور ما قبل التاريخ
أقدم رؤوس حربون معروفة ترجع لبداية Magdalenian (أواخر العصر الحجري القديم الأعلى ). وقد صنعت من العظام أو قرون الوعل ولها صف أو صفان من الأشواك. هذه الرؤوس قابلة للفصل عن الحربة، وتبقى موصولة بخيط يسمح باسترجاع الفريسة. لا يزال الإنويت يستخدم هذه الحراب مع الاستعانة بالقاذفات.

### صيد الحيتان
لأزيد من ألف عام، كان الحربون الشائك المزدوج الرأس سلاحا أساسيا في صيد الحيتان في العالم. استخدم مجموعات من سكان القطب الشمالي نسخة رأس دوارة أكثر تطورا. في بداية القرن التاسع عشر، ظهر الحروب برأس شائكة مفردة، مما قلل من حالات الفشل الناتجة عن تحرر الفريسة بسبب الجرح الكبير. في منتصف القرن التاسع عشر، استعمل لويس تمبل الحديد في حربون ذو الرأس الدوار. استخدم هذا الاختراع على نطاق واسع وسرعان ما انتشر في صيد الحيتان.
في ستينيات القرن التاسع عشر، سوق سفيند فوين للحربون المتفجر (التي اخترعه إريك إريكسن) والمدفع. في نفس فترة بدء استعمال قوارب الصيد البخارية، أطلق هذا الابتكار العصر الحديث لصيد الحيتان التجاري. صارت سفن صيد الحيتان الآن مجهزة لصيد الحيتان السريع والقوية، بما فيها تلك التي كانت محصنة ضد الحربون المقذوف باليد.
يتكون الحربون الحديث عادة من قاذفة مثبتة على منصة (في الغالب مدفع) ومقذوف وهو رمح كبير متصل بحبل سميك. تصنع رأس الحربون الحديدية بشكل يسمح لها باختراق الطبقات السميكة من دهون الحيتان لتبقى عالقة في اللحم. تمنع الأشواك الحادة الرمح من الخروج. وهكذا، وبسحب الحبل بمحرك، يمكن لصائدي الحيتان إعادة الحوت إلى قاربهم.

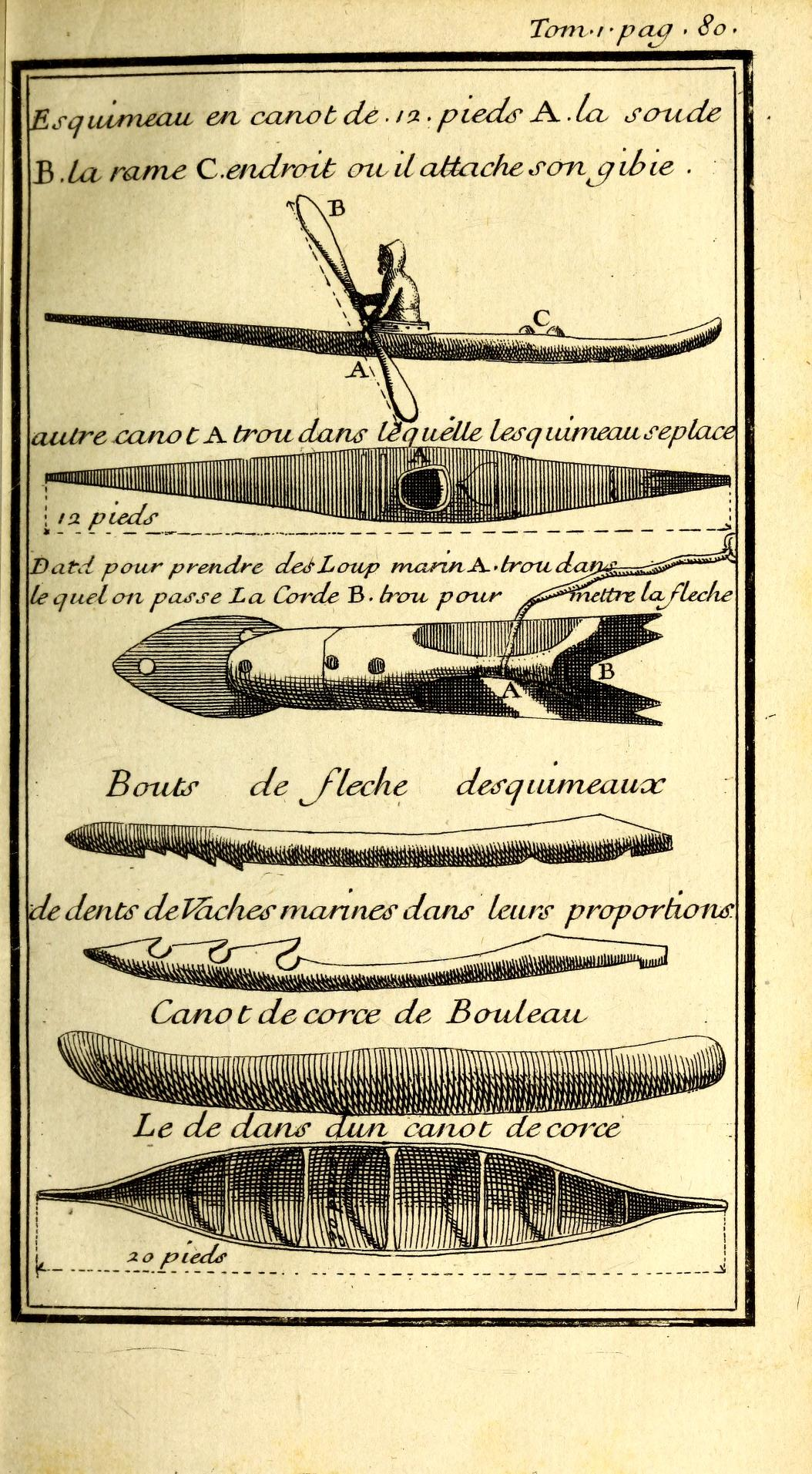
زوارق وقوارب الإنويت، منطقة خليج هدسون، 1722.
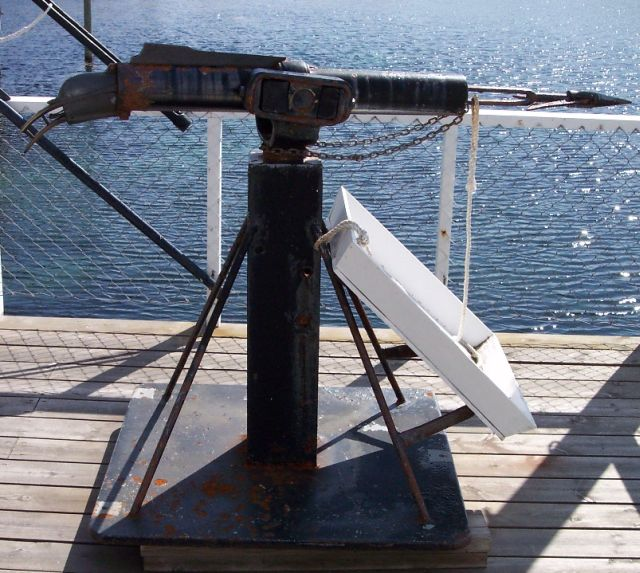
حربون الحيتان